# Vert (Yvelines)
Vert település Franciaországban, Yvelines megyében. Lakosainak száma 852 fő (2022. január 1.). Vert Auffreville-Brasseuil, Boinvilliers, Breuil-Bois-Robert, Flacourt, Soindres és Villette községekkel határos.

## Népesség
A település népessége az elmúlt években az alábbi módon változott:
| Lakosok száma | 821  | 824  | 840  | 831  | 835  | 835  | 851  | 851  | 852  |
|               | 2013 | 2015 | 2016 | 2017 | 2018 | 2019 | 2020 | 2021 | 2022 |